# Notopygos variabilis
Notopygos variabilis är en ringmaskart som beskrevs av Thomas Henry Potts 1909. Notopygos variabilis ingår i släktet Notopygos och familjen Amphinomidae. Inga underarter finns listade i Catalogue of Life.